# Berghain

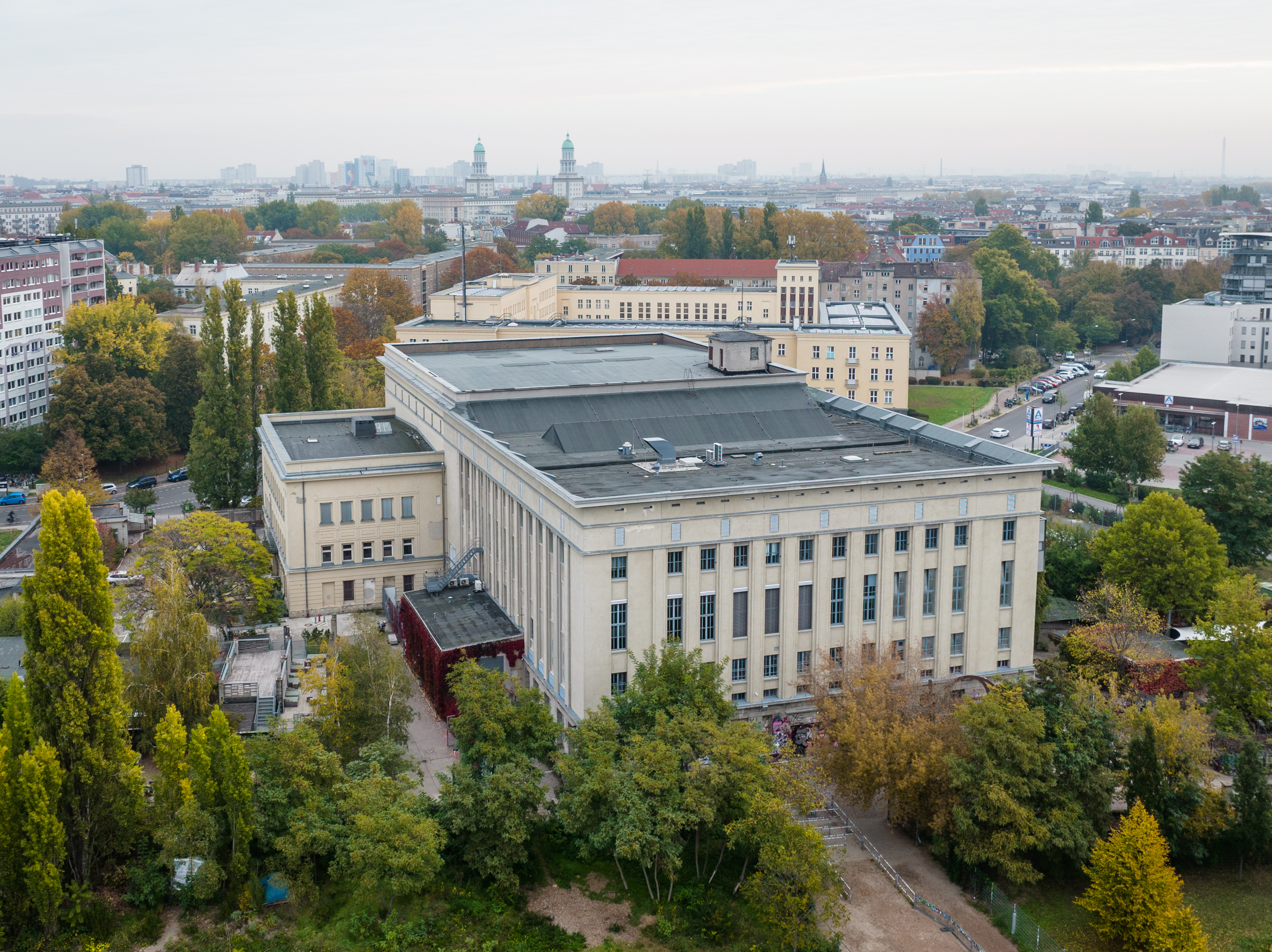
Berghain, 2014

Berghain är en technoklubb i Berlin, Tyskland. 
Den är namngiven efter sitt läge, på gränsen mellan stadsdelarna Kreuzberg och Friedrichshain och är inrymd i ett gammalt nedlagt kraftverk i Östberlin, nära Ostbahnhof.
Klubben öppnades 2004 och är en del av Berlins technoklubbs historia, som började i källare och tomma fabriksbyggnader i början av 1990-talet. Efter Berlinmurens fall blev framförallt gamla byggnader i det forna Östberlin eftertraktade platser för att festa.
Huvudsakligen spelas elektronisk musik på Berghain, oftast av tyska dj:s men även många stora internationella dj:s spelar på klubben.
Även flera svenska akter har framförts på klubben, bland andra Skudge, Adam Beyer, Andreas Tilliander, Joel Mull, Nima Khak, Patrick Siech, Jesper Dahlbäck, Sandra Mosh, Iberia, Genius Of Time, Subliminal Kid och Minilogue. I ett avsnitt av radioprogrammet Ström i P2 om Berghain och dess skivbolag Ostgut Ton, utses klubben till bäst i världen.

## Historia
Berghain har sitt ursprung i technoklubben Ostgut (1998–2003), vilken började som klubbkvällar med fetischtema för homosexuella män i olika lokaler runt om Östberlin. Dessa kallades Snax, men bytte alltså namn till Ostgut när arrangörerna hittade en permanent lokal i Friedrichshain. Antalet klubbkvällar utökades efter Ostguts start och de specifika fetischkvällarna, som fortfarande kallades för Snax, hölls enbart på vissa datum. 
Detta medförde att publiken bestod av både män och kvinnor vissa kvällar. Ostguts lokal demolerades i samband med bygget av O2 World och därmed stängde klubben. Den sista kvällen på Ostgut för att ta farväl till klubben varade i 30 timmar. Ägarna öppnade sedan Berghain i Heizkraftwerk Friedrichshain ett år senare, 2004.
Berghain arrangerar fortfarande Snax en gång om året under påskhelgen.

## Allmänt
Lokalen Berghain består av tre olika klubbar (plus ett utomhusområde omnämnt som Garten) på fyra olika våningsplan. På bottenplanet ligger, förutom ingången, sexklubben Lab.oratory som arrangerar olika fetischkvällar flera dagar i veckan för homosexuella män. Lab.oratory har en egen ingång och är avskild från resten av lokalen, men är under vissa klubbkvällar, till exempel nyårsdagen och Snax Club under påsken, tillgänglig från resten av Berghain. Denna del brukar då oftast vara öppen för män och ha ett tydligt sextema. Lab.oratory har temakvällar för många olika ändamål, till exempel gummi, läder, fotbollskläder, urolagnia, fisting, kostymer etc. Det största golvet kallas för Berghain och är huvudsakligen fokuserat på techno. Oftast är Berghain enbart öppet på lördagar, men under vissa konserter och speciella klubbkvällar är det även öppet andra kvällar. Berghain har en takhöjd på 18 meter och ett ljudsystem från den brittiska ljudtillverkaren Funktion-One. Det mindre golvet kallas för Panorama Bar och är huvudsakligen fokuserat på house. Sammanlagt har Berghain och Panorama Bar en kapacitet på 1 500 gäster. Berghain har darkrooms på flera våningar, bland annat finns ett i anslutning till ingången och ett bredvid det stora dansgolvet.
De olika klubbarnas öppettider skiljer sig från varandra. Lab.oratory är öppet flera dagar i veckan under olika tider beroende på tema. Ibland är det öppet i anslutning till de andra klubbarnas öppettider, till exempel fredagskvällar. Som på många andra sexklubbar är det då vanligt att det finns en period på mellan två och tre timmar för insläpp. Insläppet stänger sedan för besökare och klubben stänger när den sista gästen har gått. Den första klubben som öppnar under helgen är Panorama Bar, vid midnatt mellan fredag och lördag. Berghain öppnar vid midnatt mellan lördag och söndag och stänger oftast på söndag eftermiddag. Panorama Bar är öppen under hela helgen och det är inte ovanligt att den har en så kallad open end, det vill säga att klubben inte har någon uttalad stängningstid. Oftast är Panorama Bar är öppen från fredag kväll till måndag morgon.
Berghain är känt för flera olika företeelser, bland annat den stränga dörrpolicyn och den frigjorda, sexuella och hedonistiska stämningen inne på klubben. Alla toaletter är unisex och som en ytterligare finess fattas alla former av speglar, reflexiva och blanka ytor på klubben. Detta för att besökarna inte ska begränsa sig av ytliga hämningar.
Julia Engelmann har refererat till Berghain i dikten "Die Ballade vom Zauberer": "und mein Herz ist das Berghain / Keiner kommt hier rein" ("och mitt hjärta är Berghain / Ingen kommer in hit").